# ミュータント・サブ
『ミュータント・サブ』は、石ノ森章太郎のSF漫画。

## 概要
『サイボーグ009』と同じく、多くの雑誌をまたいで連載された読み切り連作だが、実質的に月一ペースで連載されていた。1966年には『サイボーグ009』ともに、第7回講談社児童まんが賞を受賞した。
交通事故での輸血をきっかけに超能力者となった少年サブがその力を使い、怪事件を解決していくが、同時に異能者であることの孤独を抱えていく。

### 原作情報
| タイトル                   | 掲載誌           | 掲載年月詳細                                     | 備考・補足                                                         |
| -------------------------- | ---------------- | ------------------------------------------------ | ------------------------------------------------------------------ |
| ミュータント・サブ         | 少女             | 1961年9月号～1962年1月号連載                     | 他の作品とは設定とストーリー方向が異なる。未完の長編               |
| 誕生編                     | 少年サンデー増刊 | 1965年（昭和40年）1月号                          |                                                                    |
| 設計図X編                  | 少年サンデー     | 1965年（昭和40年）2月号                          |                                                                    |
| 秘密調査員0号編            | 少年サンデー増刊 | 1965年（昭和40年）3月号                          |                                                                    |
| けものの町編               | 少年サンデー     | 1965年（昭和40年）5月号                          |                                                                    |
| ロボット城編               | 別冊少年サンデー | 1965年（昭和40年）6月号                          |                                                                    |
| 暗殺脳波編                 | 少年サンデー増刊 | 1965年（昭和40年）8月号                          |                                                                    |
| 白い少年編                 | 少年サンデー     | 1965年（昭和40年）12月号                         |                                                                    |
| 幽霊編                     | 少年サンデー     | 1966年（昭和41年）1月号                          |                                                                    |
| 雪と火のまつり編           | 別冊少年サンデー | 1966年（昭和41年）1月号                          |                                                                    |
| 10人のサンタクロース編     | ぼくら           | 1965年（昭和40年）12月号 1966年（昭和41年）1月号 |                                                                    |
| 雪魔人編                   | ぼくら           | 1966年（昭和41年）1月号 1966年（昭和41年）2月号  |                                                                    |
| キャプテン・サブ編         | ぼくら           | 1966年（昭和41年）3月号                          | 題材：『海賊王子』                                                 |
| スイッチピッチャー・サブ編 | ぼくら           | 1966年（昭和41年）4月号                          |                                                                    |
| 原始少年サブ編             | ぼくら           | 1966年（昭和41年）5月号                          | 題材：のちの『原始少年リュウ』                                     |
| スパイハンター・サブ編     | ぼくら           | 1966年（昭和41年）6月号                          |                                                                    |
| エッちゃんとサブ編         | ぼくら           | 1966年（昭和41年）7月号                          | 『さるとびエッちゃん』と競演                                       |
| X指令編                    | 冒険王別冊       | 1966年（昭和41年）12月号                         | ケンという名で初期設定が異なる                                     |
| 闇の叫び編                 | 少年マガジン増刊 | 1967年（昭和42年）春号                           |                                                                    |
| 超人の里編                 | 少年マガジン増刊 | 1967年（昭和42年）夏号                           |                                                                    |
| 魔女の条件編               | 少年マガジン増刊 | 1967年（昭和42年）秋号                           |                                                                    |
| ひとりぼっち               | カスタムコミック | (1979年5月創刊の雑誌)                            | 後年、青年大人漫画雑誌に載った短編。他の話の初期にある出会いがない |

### 単行本
- 虫プロ商事「石森章太郎選集」（全3巻）
- サンコミックス（全3巻）
- サンワイドコミックス（全2巻）
- サンリオ・「少女版」（全1巻）
- 双葉文庫名作シリーズ（全2巻）
- 角川書店・石ノ森章太郎萬画全集（全4巻）

## 登場人物
風田三郎 / ミュータント・サブ
交通事故に遭い、輸血されたことで超能力を発現するが、雑誌をまたいで掲載されたこともあり、エピソードごとに基本設定が異なる。「少女」連載版は輸血による超能力の発現がなく、生まれついての超能力者だった。
境遇や活動も、皇持家に居候しているみなし子、鈴賀自動車の整備工、探偵の他、「スパイハンター・サブ編」のように、諜報組織に属しているかのような設定もある。また、「少年マガジン」増刊号に掲載された「闇の叫び編」「超人の里編」「魔女の条件編」のように、超能力者探しを孤独に行う設定の作品も存在する。
鈴賀マリ
鈴賀自動車の社長令嬢。交通事故を起こした車に乗っていたことから、サブに輸血した人物。自身もサブから輸血されたことで精神感応の超能力を発現する。

## 関連作品
- 海賊王子 - 「キャプテン・サブ編」で題材となった作品。
- 原始少年リュウ - 「原始少年サブ編」で題材となった作品。
- さるとびエッちゃん - 同じく超能力を題材にした作品で、「エッちゃんとサブ」ではエッちゃんと競演している。
- イナズマン (漫画) - 同じく超能力を題材にした作品で、本作と同じく風田三郎を主人公とした作品。後述の『幻魔大戦Rebirth』では、ルーフとジンの力で一時的に能力が上がったサブの顔の一部分がイナズマンのように変化する演出もみられる。
- 幻魔大戦 - 終盤、超能力戦士の一人として登場。
- 幻魔大戦 Rebirth - 序盤から、『幻魔大戦』のオマージュとして集結シーンが描かれていたが、東京戦線（単行本4巻部分）から主要キャラクターとして登場する。
- スノウ外伝 - いしかわじゅんの作品。孤独な超能力者が仲間を探し求める物語、回によっての設定の相違、叙情的な描写など、本作のオマージュとしての性格が強い。